# صداپیشگی در ژاپن

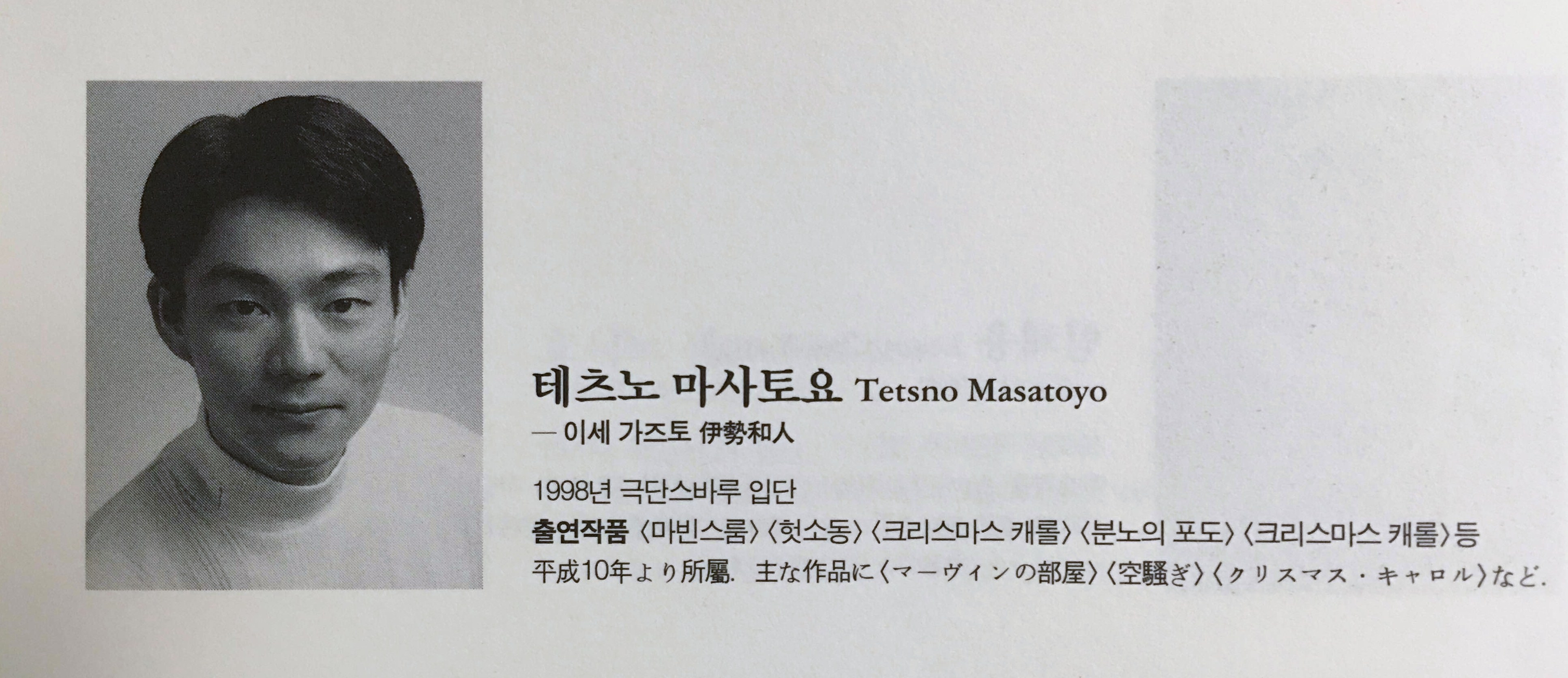
صنعت صداپیشگی در کشور ژاپن

صداپیشگی در ژاپن، سی‌یو (انگلیسی: Voice acting in Japan) صنعتی است که در آن بازیگران به عنوان شخصیت یا راوی در رسانه‌هایی از جمله انیمه، بازی های ویدئویی، درام رادیویی، پیام بازرگانی و دوبله برای فیلم‌ها و برنامه‌های تلویزیونی غیر ژاپنی صداگذاری می‌کنند.
در ژاپن، صداپیشگان (声優 seiyū) و بازیگران برای تقابل با صنعت آیدل ژاپنی کلوپ‌های هواداران را تاسیس کرده اند و برخی از طرفداران ممکن است نمایشی را صرفاً برای شنیدن یک صدای یک صداپیشه خاص تماشا کنند. بسیاری از صداپیشگان همزمان در حرفه خوانندگی و همچنین لایو اکشن نیز اشتغال دارند.
حدود ۱۳۰ مدرسه صداپیشگی در ژاپن وجود دارد. شرکت‌های پخش و آژانس‌های استعدادیابی اغلب گروه‌های خود را از صداپیشگان دارند. مجلاتی که به‌طور خاص بر صداپیشگی تمرکز می‌کنند در ژاپن منتشر می‌شوند که «انیمج» طولانی‌ترین آنهاست.